# Банище
 Тази статия е за селото в България.  За селото в Република Македония вижте Банище (община Дебър).  
Банище е село в Западна България. То се намира в община Брезник, област Перник.

## География
Село Банище е разположено в живописна котловина в Западна България, на 70 км от гр. София, 40 км.северозападно от гр. Перник и 24 км западно от гр. Брезник. Над селото, в подножието на връх Копран има четири карстови извора, от които води началото си р. Светля, приток на р. Струма.

## История
Село Банище е едно от най-старите села в региона на Брезнишко. До 1934 година името на селото е Банишор. Предполага се, че селото е основано през 1584 година, но според направените изследвания от Окръжния исторически музей в гр. Перник и намерените предмети и монети, още по време на римската империя тези земи са населявани от латини. Една легенда разказва за зараждането на селото и историята на първия му заселник. В средата на XVI век с. Синдел – Провадийско, било нападнато от турци и едно българско семейство било избито. Живо останало само едно момченце Банко. В същото време турски паша обикалял по тези земи и чул случилото се. Пашата нямал деца, взел Банко и го отгледал като свои син. Минали години. Момчето пораснало и решило да се задоми. Пашата дал съгласието си и Банко се оженил за една хубава българска девойка. След сватбата пашата довел младото семейство в днешните земи на селото. Дал на Банко тапии за притежание на земя и право да носи оръжие. По-късно там се заселват и други семейства и селището се разраснало. Банко го нарекъл Синдел на името на родното си село, но след години хората го нарекли Банково село. Турците които минавали през клисурата го наричали Баниш, което впоследствие се трансформирало в Банишор, а по-късно и в Банище.(Банишор или Бани-шар защото по турски шар означава градище)
При избухването на Балканската война в 1912 година един човек от Банишор е доброволец в Македоно-одринското опълчение.

## Религии
Към края на XVI век в близост до селото бил построен голям манастир. По време на османската власт манастирът бил ограбен и разрушен до основи, а калугерите избити. По-късно върху основите на опожарената манастирска църква била издигната паянтова църква, която с течение на времето рухнала. През 1870 г. на същото място населението изгражда нова, трета църква, която съществува. Църквата е с вътрешни и външни стенописи. Имената на зографите не са изписани никъде. Знае се само, че този, който е изписал църквата, е от гр. Дебър, а този, който е изработил олтара, е от село Егълница, Радомирско.

## Културни и природни забележителности
През 1876 г. е било построено училище, първото в региона. В него се изучавали две дисциплини – наустница и псалтир. Училището е спомогнало за развитието на широка просветна дейност и утвърждаване на българщината в района. Хората от с. Банище запазват живи традициите и обичаите, характерни за този район. Въпреки трудностите на днешния ден, в делото е запазено читалището, към което има група за автентичен фолклор. Гордост за селото е и сурвакарската група към читалището, която всяка година на 14 януари/Васильовден и нова година по стар стил/, представя обичая „Сурова“. Сурова е част от зимните обичаи с маски, които се изпълняват през „мръсните дни“ – от Коледа до Ивановден. Сурвакарската група на с. Банище ревностно съхранява древните обичаи и традиции, като се стреми да ги запази в най-автентичния им вид. Групата с успех се е представяла на международни карнавали в Латвия, Република Македония и Словения. Освен това е участвала на всички издания на Международния фестивал на маскарадните игри в гр. Перник и е носител на много награди, в това число и голямата награда на IX фестивал през 1990 г., също така и носител на „Златната маска“ на XX юбилеен фестивал през 2011 г.
Има и футболен отбор „Балкан“ – Банище, който е гордостта на местните жители.

## Редовни събития
- Събор: първата събота на месец юни – землячески събор, музикалното озвучение на който се поема от сурвакарската група към читалището. Всеки жител на селото посреща гости, роднини и приятели, в родната си къща. След като почетат домакинете всички заедно излизат на селския площад, където под музикалното озвучение започват да се вият кръшни хора.
- Църковен събор: 9 октомври – организира се в района на черквата също с музикално озвучение, много радост и веселие.
- Сурова: 14 януари